# Beata Vettori
Beata Vettori  (Rio de Janeiro, 4 de dezembro de 1909 – Rio de Janeiro, 14 de setembro de 1994) foi diplomata brasileira e primeira mulher a assumir o cargo de  embaixadora do Brasil em Quito (1968-1970) e em Dacar (1970-1971)..

## Infância[1]
Filha de Tereza Capra Vettori e Angelo Vettori, nasceu no Rio de Janeiro, em 4 de dezembro de 1909.

## Carreira Diplomática[1]
Em 1934, classificou-se na 3ª colocação do concurso de ingresso à carreira, tendo tomado posse em 31 de julho daquele ano no cargo de cônsul de terceira classe. 
Em 1935, casou-se o jornalista Nelson Esteves, após obter autorização do Ministério. Em março de 1938, mudou-se para Buenos Aires, com vistas a servir no Consulado-Geral do Brasil. Foi a primeira diplomata estrangeira a ocupar o cargo de cônsul na Argentina. 
Regressou ao Brasil em 1942, tendo permanecido no país até 1945, quando mudou-se, já desquitada, para Bruxelas, onde trabalhou no Consulado-Geral do Brasil. Em novembro de 1948, foi transferida para o Consulado em Londres, onde permaneceu até agosto de 1951.
Em seu regresso ao Brasil, já com o título de conselheira na carreira diplomática, chefiou o Secretariado do Instituto Rio Branco, cargo de natureza administrativa, no qual respondia ao diretor da academia diplomática brasileira. 
Em julho de 1953, assumiu as funções de cônsul em Cardiﬀ, no Reino Unido. Retornou ao Brasil em 1959, tendo assumido, por quatro meses, a chefia da Divisão de Comunicações do Itamaraty.  Em seguida, passou a responder pela chefia da Divisão de Pessoal.  
Em outubro de 1960 foi promovida, por merecimento, a ministra de segunda classe. Já em janeiro de 1961, foi designada cônsul geral em Londres, onde permaneceu até 1963, quando assumiu a chefia do Consulado em Dusseldorf. Em maio de 1965, passou a chefiar o Consulado em Paris. 
Em 1968, foi designada Embaixadora do Brasil junto ao Equador. Permaneceu em Quito até maio de 1970, quando partiu para Dacar, a fim de assumir o cargo de Embaixadora do Brasil no Senegal. 
Regressou ao Brasil em novembro de 1971, por ter atingindo a idade limite para sua aposentadoria. Mesmo aposentada, continuou a trabalhar com temas internacionais. No ano de 1974, foi designada secretária executiva da Comissão para o Intercâmbio entre os Estados Unidos e o Brasil. Já em julho de 1976, sob o regime da Consolidação das Leis do Trabalho (CLT), foi designada vice cônsul em Bridgetown, onde trabalhou até 4 de dezembro de 1979. 

## Solicitação administrativa por isonomia salarial[1]
Beata Vettori foi a primeira diplomata a solicitar o pagamento de auxílio familiar ao Governo brasileiro, então de 15% do salário, pelo marido que a acompanhava em Buenos Aires. 
Embora tenha obtido parecer favorável pelo Consultor Jurídico do Itamaraty, seu pedido foi negado e arquivado pelo chefe do Departamento Administrativo do Serviço Público, que considerou não ser cabível o recurso às mulheres, uma vez que teria por finalidade “proporcionar um auxílio a mantença da família, que, na forma da nossa legislação, compete ao marido prover, como chefe que é da sociedade conjugal”.  
O Ministro das Relações Exteriores à época, Oswaldo Aranha, também era contra o pagamento do adicional à diplomatas casadas que serviam no exterior. 

## Participações em discussões internacionais sobre direitos das mulheres[1]
Quando residia em Bruxelas, Beata Vettori participou de discussões sobre temas da mulher nas relações internacionais. Representou o Brasil no Congresso Internacional de Mulheres, realizado em Paris, em novembro de 1945. 
Em junho de 1946, representou o Conselho Nacional de Mulheres do Brasil na reunião do Conselho Internacional de Mulheres, em Bruxelas.  
Já em setembro de 1947, representou as Associações Femininas do Brasil no Congresso Internacional de Mulheres, em Paris. 

## Postos no Exterior[1]
- Consulado-Geral em Buenos Aires (1938-1942)
- Consulado-Geral em Bruxelas (1945-1948)
- Consulado-Geral em Londres (1948-1951)
- Consulado em Cardiff (1953-1959)
- Consulado-Geral em Londres, cônsul-geral (1961-1963)
- Consulado-Geral em Dusseldorf, cônsul-geral (1963-1965)
- Consulado-Geral em Paris, cônsul-geral (1965-1968)
- Embaixada do Brasil no Equador, embaixadora (1968-1970)
- Embaixada do Brasil no Senegal, embaixadora (1970-1971)

## Falecimento[1]
Faleceu em 14 de setembro de 1994, no Rio de Janeiro, aos 84 anos.